# Мидланд (окръг, Мичиган)
Вижте пояснителната страница за други значения на Мидланд.
Окръг Мидланд (на английски: Midland County) е окръг в щата Мичиган, Съединени американски щати. Площта му е 1368 km², а населението - 82 874 души (2000). Административен център е град Мидланд.